# Roche aux Faucons

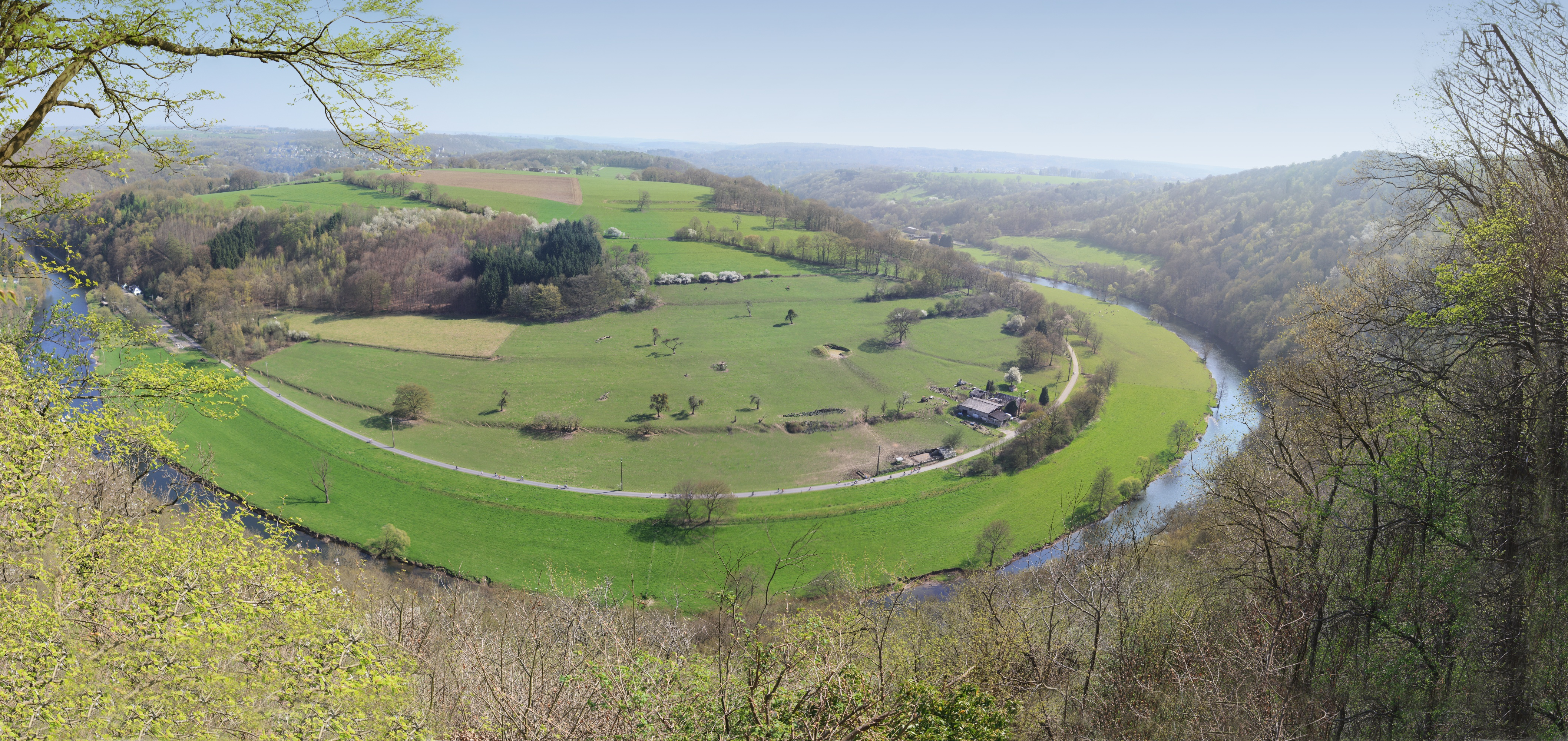
Uitzicht vanaf de Roche aux Faucons

De Roche aux Faucons (vertaald naar het Nederlands: Valkenrots) is een uitzichtpunt op een rots in de gemeente Neupré in de Belgische provincie Luik. De rots bevindt zich ten zuidoosten van Boncelles en ten noordwesten van Esneux. De rots stijgt steil uit boven een meander van de Ourthe.
De rots bestaat uit een richel met aan de zuidzijde de Ourthe aan de voet van de rots. Aan de noordzijde van de richel ligt een kleine vallei met riviertje dat achter de richel hoog boven de Ourthe stroomt. Dat riviertje verdwijnt op een gegeven moment in een verdwijngat om ondergronds naar de Ourthe te stromen.

## Wielrennen
De Côte de la Roche-aux-Faucons is sinds 2008 onderdeel van het parkoers van Luik-Bastenaken-Luik. De klim begint in Hony in het dal van de Ourthe. De eerste 1500 meter zijn het steilst met een gemiddelde van zo'n 10%. Na een korte afdaling en een vlak stuk van ongeveer een kilometer, gaat de klim verder langs het uitzichtpunt Roche aux Faucons. Dit tweede gedeelte is twee kilometer lang en niet zo steil en het wordt ook wel Boncelles genoemd, naar de gelijknamige plaats op de top.
In 2024 wordt de helling opgenomen in de Ronde van Frankrijk voor vrouwen.
Côte de la Roche-en-Ardenne · Côte de Saint-Roch · Côte de Mont-le-Soie · Côte de Wanne · Côte de Stockeu · Côte de la Haute-Levée · Côte du Rosier · Côte du Maquisard · Côte de la Redoute · Côte de Sprimont · Côte des Forges · Côte de la Roche-aux-Faucons

Voormalige beklimmingen: Côte de Ny · Mont-Theux · Côte de la Vecquée · Côte de Colonster · Côte du Sart-Tilman · Côte de Saint-Nicolas · Côte de la Rue Naniot · Ans